# Guillaume Forbes
Pour les articles homonymes, voir Forbes (homonymie).
Guillaume Forbes, né le 10 août 1865, probablement à l'île Perrot (Québec, Canada), et mort le 22 mai 1940 à Ottawa (Ontario, Canada), est un prélat catholique canadien, évêque de Joliette de 1913 à 1928 puis archevêque d'Ottawa de 1928 à sa mort.

## Biographie

### Famille et formation
Né le 10 août 1865 sous le nom de Joseph-Guillaume, il est le fils d'un cultivateur nommé John Forbes et de son épouse Octavie Léger. Il est ainsi le deuxième enfant d'une famille de 16 frères et sœurs, parmi lesquels John Forbes, Père blanc et évêque titulaire de Vaga (de). Il est d'origine écossaise ; en effet, son arrière-grand-père paternel, John Forbes, émigra d'Écosse avec l’armée du général James Wolfe afin de se rendre au Canada où il travailla notamment à la propagation de la foi catholique.
Sa famille s'installe à Montréal en 1869. De 1872 à 1878, il fréquente l’académie commerciale catholique de Montréal puis fait ses études classiques au petit séminaire de Montréal de 1878 à 1884 et entreprend des études en théologie au grand séminaire de Montréal. 
Il est ordonné prêtre le 17 mars 1888 par Édouard-Charles Fabre.

### Ministère pastoraux
Le 26 avril suivant, après quelques semaines de ministère au sein du diocèse de Valleyfield, il est nommé vicaire de la mission Saint-François-Xavier-de-Caughnawaga, dans l'archidiocèse de Montréal. Il passe quatre ans auprès des Iroquois qui le surnomment « l'homme à l’esprit clair et au bon cœur », puis devient directeur de la mission de 1892 à 1902. Il rénove alors l’église et le presbytère, apprend la langue iroquoise et publie notamment une grammaire et un almanach dans cette langue. 
Le 13 mai 1903, il est nommé curé de Sainte-Anne-du-Bout-de-l’Île, charge qu'il exerce jusqu'au 6 mars 1911, lorsqu'il est nommé curé de Saint-Jean-Baptiste, à Montréal, où il entreprend la collecte des financements et les plans pour la reconstruction de l'église paroissiale victime d'un incendie trois mois plus tôt. 

### Épiscopat

#### Évêque de Joliette

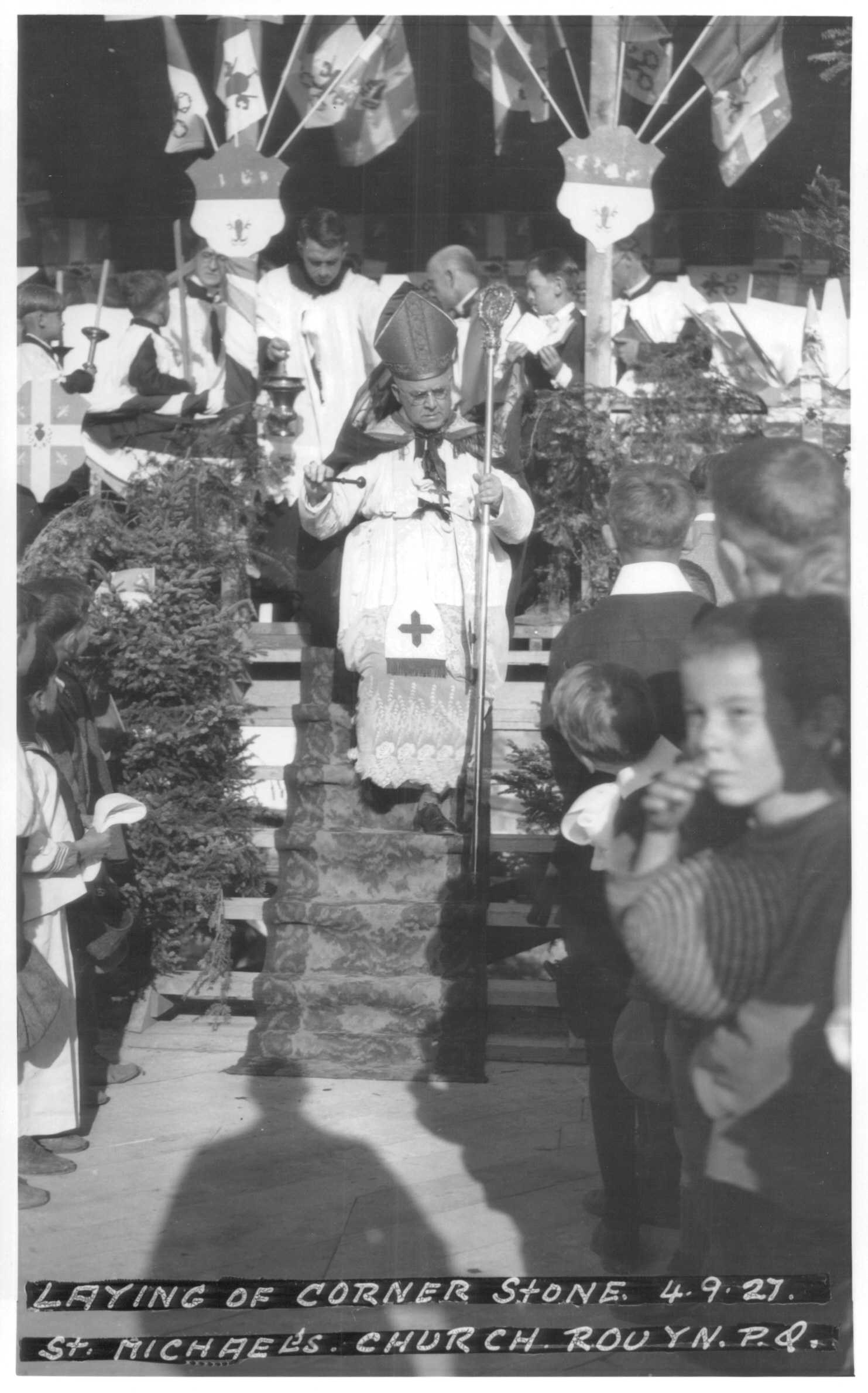
Forbes officie une cérémonie de bénédiction d'une pierre angulaire d'une église en 1927

Le 6 août 1913, soit peu de temps après ses noces d’argent sacerdotales, il est nommé évêque de Joliette par le pape Pie X. Il est alors consacré le 9 octobre suivant en la cathédrale Saint-Charles-Borromée, par Paul Bruchési, assisté de Joseph-Médard Émard et William Andrew Macdonell (en). Il fonde tout d'abord l'Œuvre de la Sainte-Enfance en 1914 puis réorganise l'Œuvre de la propagation de la foi en 1915 et la met à disposition des Sœurs missionnaires de l'Immaculée-Conception de la vénérable Délia Tétreault.
Son épiscopat est particulièrement marqué par son esprit missionnaire. Il participe notamment à la fondation du séminaire des Missions étrangères de la province de Québec, dont l'objectif est de former des missionnaires et d'encourager les missions en Extrême-Orient. Il est alors nommé secrétaire du comité épiscopal et siège au conseil d’administration de la société des Missions étrangères dès le 26 avril 1922.
Le 2 septembre 1924, à Saint-Vincent-de-Paul, il bénit la chapelle du séminaire des missions, puis, en 1925, il ordonne les premiers prêtres de la société. Enfin, le 1er juin, il reçoit le serment de stabilité des premiers membres, et, le 11 septembre, il veille au départ des premiers missionnaires pour la Mandchourie, en République Populaire de Chine.

#### Archevêque d'Ottawa
Le 29 janvier 1928, Guillaume Forbes est nommé archevêque d’Ottawa par le pape Pie XI. Il est alors intronisé le 29 mars lors d’une cérémonie à la basilique-cathédrale Notre-Dame d’Ottawa, présidée par Andrea Cassulo. Le 29 janvier 1929, il reçoit le pallium, et, le 12 septembre 1935, il est nommé assistant au trône pontifical. Il fonde, en 1932, l'Œuvre pontificale de Saint-Pierre-Apôtre et l’Œuvre pontificale de la Sainte-Enfance. 
Il continue de soutenir la société des Missions étrangères et encourage la fondation par les oblats de Marie-Immaculée du séminaire Saint-Paul, affilié à l'université d'Ottawa et spécialisé dans la théologie. 
Il encourage également l'établissement de congrégations religieuses et fait installer un noviciat et un scolasticat anglophones ainsi que le scolasticat de la Société des missionnaires d'Afrique. Il associe aussi son archidiocèse à l'Action catholique, invite le clergé de son archidiocèse à coordonner les « œuvres religieuses existantes » et encourage l'engagement des laïcs. 
De 1928 à 1938, il fonde huit paroisses ainsi que la mission Notre-Dame-de-la-Présentation d’Overbrook en 1930.
Rome ayant une grande confiance dans son jugement, il permet à plusieurs de ses prêtres d'accéder à l’épiscopat, parmi lesquels Joseph Charbonneau, Jean-Marie-Rodrigue Villeneuve et John Christopher Cody (de). 
Le 2 février 1940, après la consécration de son successeur, Alexandre Vachon, il fait un malaise, est transporté à l’Hôpital général des Sœurs de la charité d’Ottawa et reste très affaibli jusqu'au 22 mai suivant, date à laquelle il meurt à l’âge de 74 ans.

## Succession apostolique
Guillaume Forbes a ordonné les évêques suivants :
- Cardinal Jean-Marie-Rodrigue Villeneuve, O.M.I. (1930)
- Évêque John Christopher Cody (de) (1937)
- Archevêque Joseph Charbonneau (1939)
- Archevêque Alexandre Vachon (1940)